# Ligne de Lamothe à Arcachon
La ligne de Lamothe à Arcachon est une courte ligne de chemin de fer française, établie dans le département de la Gironde, qui relie l'ancienne gare de Lamothe, gare d'embranchement de la ligne de Bordeaux-Saint-Jean à Irun, à la gare d'Arcachon.
Elle constitue la ligne no 657 000 du réseau ferré national.

## Histoire

### Chronologie
- 7 juillet 1841 : mise en service de Lamothe à La Teste, par la Compagnie de Bordeaux à La Teste[1],
- 25 juillet 1857 : ouverture du prolongement de La Teste à Arcachon, par la Compagnie du Midi[2].

### Origine
L'origine de la ligne date des débuts du chemin de fer, lorsque des Bordelais s'engagent dans une idée et un projet de desserte, destinée à permettre le développement économique des landes et des pourtours du bassin d'Arcachon. Après les premières études débutées en 1835 sur la demande de Louis Godinet, notaire à Bordeaux, l'État soumet à l'adjudication un chemin de fer de Bordeaux à la Teste par une loi le 17 juillet 1837. L'adjudication a lieu le 26 octobre suivant. C'est l'ingénieur Marie Fortuné de Vergès présentant son projet qui obtient la concession. Cette adjudication est approuvée par une ordonnance royale le 15 décembre 1837. En annexe est joint un cahier de charges pour l'établissement d'un chemin de fer de Bordeaux à la Teste de Busch.bourgeois 
Il crée une société anonyme dénommée « Compagnie du chemin de fer de Bordeaux à La Teste » avec de riches bourgeois bordelais. Dès cette époque, les administrateurs prévoient de pouvoir poursuivre la ligne vers le Sud et faire un embranchement vers Bayonne à partir de Lamothe sur la commune du Teich. La ligne est mise en service le 7 juillet 1841, elle débute en gare de Bordeaux-Ségur et rejoint la gare de La Teste, l'inauguration avait eu lieu la veille, le 6 juillet.
L'exploitation s'avère moins lucrative que prévu et la ligne construite à l'économie a besoin rapidement d'importants travaux d'entretien et de rénovation. La Compagnie se retrouve en difficulté financière avant les journées révolutionnaires de février 1848 qui finissent de mettre à mal les finances. La Compagnie ne trouve pas de solutions et, comme d'autres, elle est mise sous séquestre par un arrêté du président du conseil le 30 octobre 1848, l'État prenant en charge l'administration de la ligne et son exploitation. La solution va venir des frères Pereire, qui bénéficient d'importants soutiens financiers, par le biais d'un accord de mise en bail signé le 27 mars 1852. En 1853, le séquestre est levé par décret impérial le 1er septembre, et l'État remet officiellement la ligne à la Compagnie du Midi en décembre. La Compagnie du Midi entreprend immédiatement d'importants travaux de remise en état et de rationalisation de son exploitation. Une convention de fusion est signée le 24 décembre 1858 entre la Compagnie du chemin de fer de Bordeaux à La Teste et la Compagnie des chemins de fer du Midi et du Canal latéral à la Garonne. Cette convention est approuvée par un décret impérial le 11 juin 1859.
Par ailleurs la Compagnie des chemins de fer du Midi et du Canal latéral à la Garonne ouvre, le 12 novembre 1854, le premier tronçon de Lamothe à Dax de sa ligne vers Bayonne. La section de Lamothe à La Teste devient un simple embranchement de l'axe de Paris à Irun par Bordeaux et Bayonne. Le prolongement entre La Teste et Arcachon est concédé à la Compagnie des chemins de fer du Midi et du Canal latéral à la Garonne par une convention signée le 4 avril 1857 entre le ministre des Travaux publics et la compagnie. Cette convention est approuvée par un décret impérial le 14 avril suivant. La compagnie ouvre le prolongement de La Teste à Arcachon le 25 juillet 1857.

## Caractéristiques

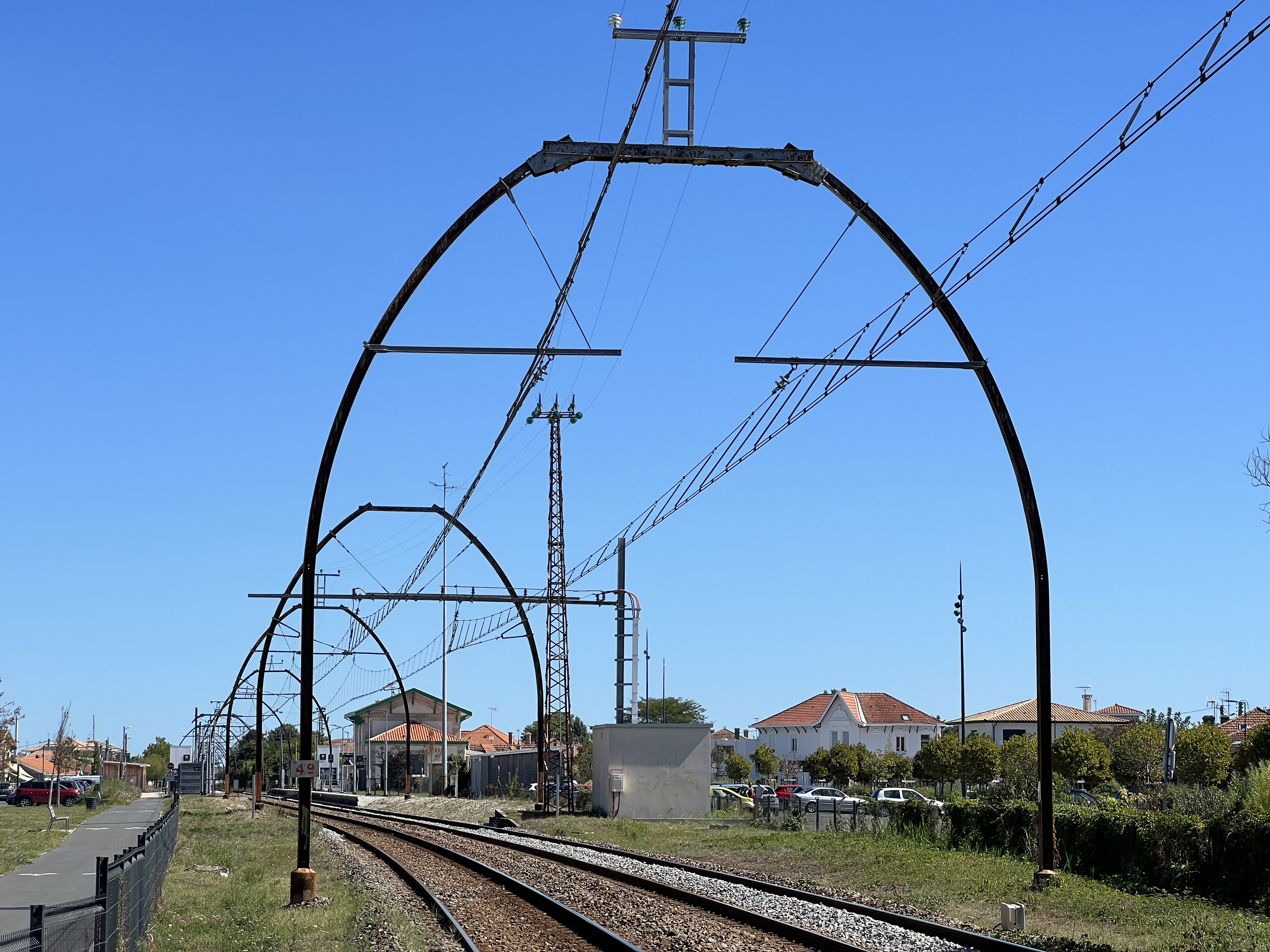
La ligne à double voie - avec ses supports de caténaires midi près de la gare de Gujan-Mestras.

## Exploitation
Outre les dessertes locales, cette ligne a accueilli dès le XIXe siècle des trains directs Paris - Arcachon, en saison, de jour et de nuit (avec couchettes) et désormais, à l'année, des TGV inOui qui desservent Bordeaux-Saint-Jean, Facture-Biganos et plus rarement La Teste.